# Deutsche Seniorenmeisterschaften im Bahngehen

Logo (bis 2023) des Deutschen Leichtathletik-Verbandes

Deutsche Seniorenmeisterschaften im Bahngehen sind Deutsche Meisterschaften der Leichtathletik. Von 2004 bis 2011 wurden die Wettkämpfe eigenständig und ab 2012 mit den Deutschen Meisterschaften im Bahngehen ausgetragen.
Veranstalter ist der Deutsche Leichtathletik-Verband (DLV) in Verbindung mit einem Landes- und ggf. örtlichen Ausrichter.
Die Sportler werden entsprechend ihrer Altersgruppe gewertet.

## Deutsche Seniorenmeisterschaften im Bahngehen
| Nr. | Jahr | Datum         | Ort         | Austragungsstätte       | Ergebnisse    |
| --- | ---- | ------------- | ----------- | ----------------------- | ------------- |
| 01. | 2004 | 11. September | Diez        | Zentrale Sportanlage    | Ergebnisliste |
| 02. | 2005 | 10. September | Worbis      | Ohmbergstadion          | Ergebnisse    |
| 03. | 2006 | 9. September  | Erfurt      | Sportdach Kaufland      |               |
| 04. | 2007 | 25. August    | Ahlen       | Sportpark Nord          | Ergebnisliste |
| 05. | 2008 | 6. September  | Diez        | Zentrale Sportanlage    | Ergebnisliste |
| 06. | 2009 | 29. August    | Jüterbog    | Sportplatz Am Rohrteich | Ergebnisse    |
| 07. | 2010 | 4. September  | Bühlertal   | Mittelbergstadion       | Ergebnisse    |
| 08. | 2011 | 3. September  | Reichenbach | Stadion am Wasserturm   | Ergebnisliste |